# Operação Passagem para a Liberdade

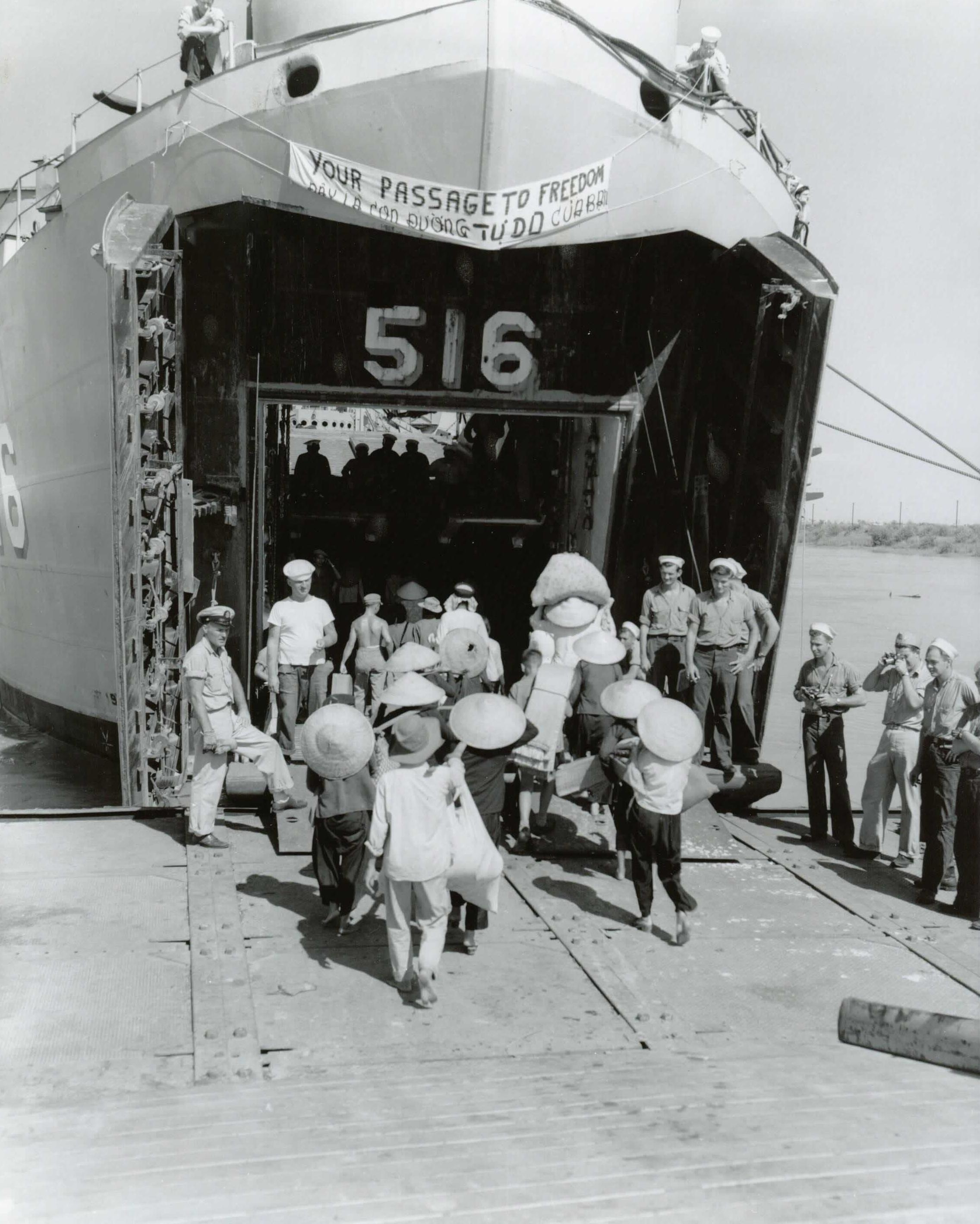
Cerca de um milhão de refugiados deixaram o Vietname do Norte comunista durante a operação, depois da participação do país

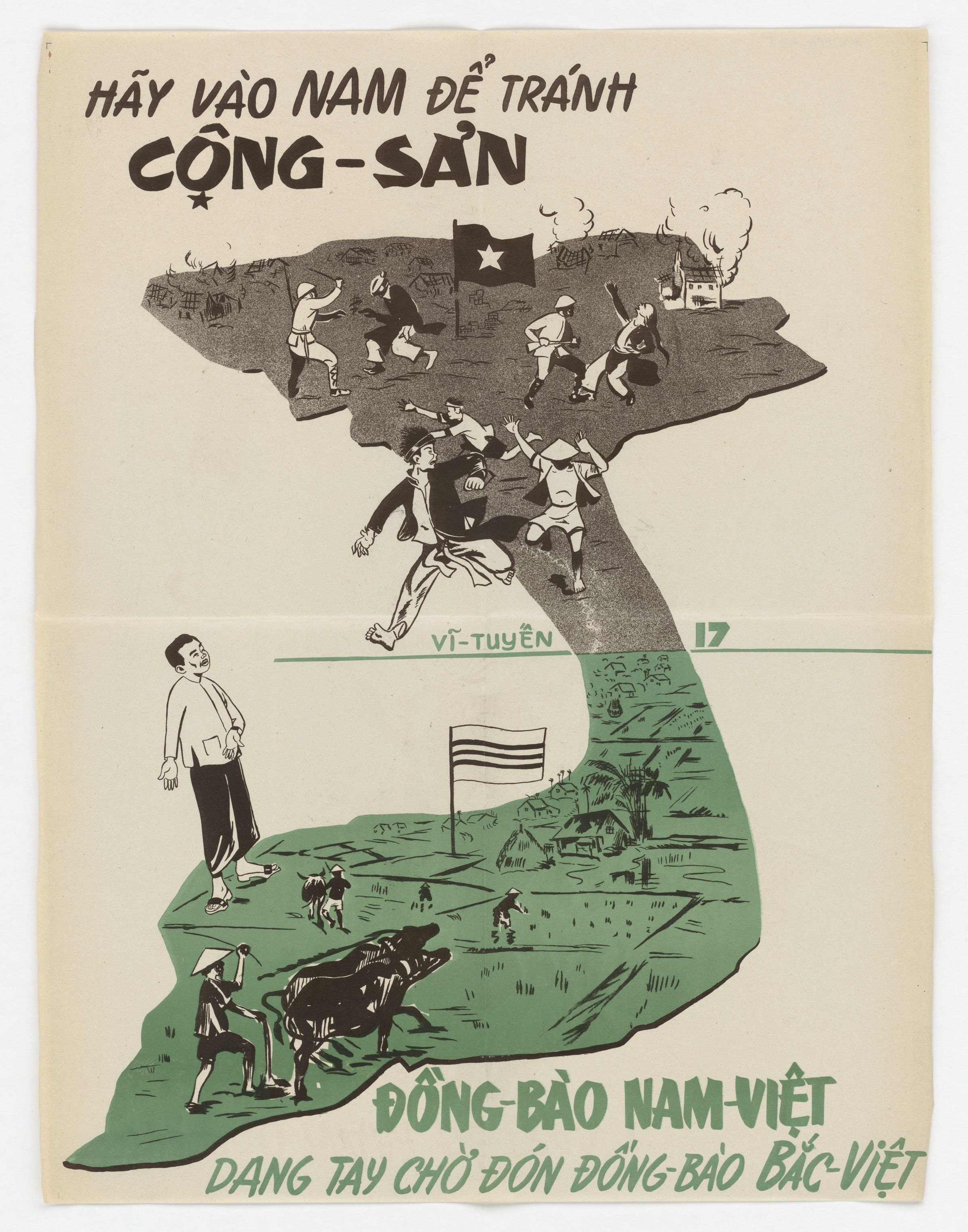
Cartaz de propaganda a cativar os vietnamitas do Norte a passarem para o Sul: "Vão para Sul para evitar o Comunismo". Legenda em baixo: "O povo do Vietname do Sul recebe de braços abertos o povo do Vietname do Norte."

Operação Passagem para a Liberdade foi um termo usado pela Marinha dos Estados Unidos para descrever a sua assistência no transporte, em 1954-55, de 310 mil civis vietnamitas, soldados e membros não-vietnamitas do Exército Francês do Vietname do Norte comunista (República Democrática do Vietname) para o Vietname do Sul (o Estado do Vietnã, que mais tarde se tornaria República do Vietname). Os franceses, e outros países, poderão ter transportado mais outros 500 mil. Na sequência da derrota francesa na Batalha de Dien Bien Phu, os Acordos de Genebra de 1954 decidiram o destino da Indochina Francesa após oito anos de guerra entre as forças da União Francesa e o Việt Minh, que procuravam a independência vietnamita. Os acordos resultaram na partição do Vietname no 17.º paralelo norte, com o Viet Ninh do comunista de Ho Chi Minh no controlo do norte e do Estado do Vietname, apoiado pelos franceses, no sul. Os acordos permitiram um período de tréguas de 300 dias, que terminou a 18 de Maio de 1955, no qual as pessoas podiam mover livremente entre os dois estados vietnamitas antes de a fronteira ser fechada. A partição pretendia ser temporária, com eleições previstas em 1956 para reunificar o país sob um governo nacional. Entre 600 mil e um milhão de habitantes do norte mudaram-se para o sul, incluindo mais de 200 mil cidadãos franceses e soldados do Exército Francês, enquanto entre 14 mil e 45 mil civis e, aproximadamente, 100 mil guerrilheiros Viet Minh se mudaram na direcção oposta.
A emigração em massa de habitantes do norte foi facilitada principalmente pela Força Aérea Francesa e pela Marinha. Os navios navais americanos complementaram as forças franceses na evacuação dos habitantes do norte para Saigão, a capital do sul. A operação foi acompanhada por um grande esforço de ajuda humanitária, financiado principalmente pelo Governo dos Estados Unidos, na tentativa de absorver uma grande "cidade-tenda" de refugiados que haviam surgido fora de Saigão. Para os EUA, a migração foi um golpe de relações públicas, gerando ampla cobertura da fuga dos vietnamitas da opressão percebida do comunismo para o "mundo livre" na ditadura do sul, sob os auspícios americanos. O período foi marcado por uma campanha de propaganda da Central Intelligence Agency (CIA) em nome do primeiro-ministro católico do Vietname do Sul, Ngo Dinh Diem. A campanha motivou os católicos a fugir da perseguição religiosa iminente no âmbito do comunismo, e cerca de 60% do milhão de católicos do norte ficaram agradecidos.